# Xã Thompson, Quận Seneca, Ohio
Xã Thompson (tiếng Anh: Thompson Township) là một xã thuộc quận Seneca, tiểu bang Ohio, Hoa Kỳ. Năm 2010, dân số của xã này là 1.443 người.